# Anguilla na Mistrzostwach Świata w Lekkoatletyce 2011
Anguilla na Mistrzostwach Świata w Lekkoatletyce 2011 reprezentowana była przez dwoje zawodników.

## Występy reprezentantów Anguilli

### Mężczyźni

#### Konkurencje biegowe
| Konkurencja   | Zawodnik      | Runda 1    | Runda 1 | Runda 2  | Runda 2 | Półfinał | Półfinał | Finał    | Finał   |
| Konkurencja   | Zawodnik      | Rezultat   | Pozycja | Rezultat | Pozycja | Rezultat | Pozycja  | Rezultat | Pozycja |
| ------------- | ------------- | ---------- | ------- | -------- | ------- | -------- | -------- | -------- | ------- |
| Bieg na 100 m | Keiron Rogers | 10,55 (NR) | 3 Q     | 10,96    | 51      |          |          |          |         |

### Kobiety

#### Konkurencje biegowe
| Konkurencja   | Zawodniczka      | Runda 1    | Runda 1 | Runda 2  | Runda 2 | Półfinał | Półfinał | Finał    | Finał   |
| Konkurencja   | Zawodniczka      | Rezultat   | Pozycja | Rezultat | Pozycja | Rezultat | Pozycja  | Rezultat | Pozycja |
| ------------- | ---------------- | ---------- | ------- | -------- | ------- | -------- | -------- | -------- | ------- |
| Bieg na 100 m | Shinelle Proctor | 12,89 (PB) | 22      |          |         |          |          |          |         |